# Souâd Benkredda
Souâd Benkredda (* 21. Mai 1976 in Frankfurt am Main) ist eine Bankmanagerin.

## Leben
Benkredda studierte Betriebswirtschaft in Frankfurt am Main und Paris, wo sie mit einem „Diplom-Betriebswirtin“ (MBA) und einer „Maîtrise en Sciences de Gestion“ abschloss. Zudem lebte sie zeitweise in Dubai.
Sie ist seit dem 1. September 2022 Mitglied des Vorstands der DZ Bank AG und verantwortlich für das Kapitalmarktgeschäft – Institutionelle Kunden, Handel und Privatkunden, Konzern-Treasury und Strukturierte Finanzierung. Diese Funktion bekleidet Benkredda als erste Frau. Daneben ist sie zuständig für die Auslandsfilialen und -repräsentanzen.  Zuvor war sie Global Head of Strategic Investor Group Sales bei der Standard Chartered Bank und für die Betreuung des institutionellen Kundensegments weltweit zuständig. Sie begann ihre Karriere 2001 bei der Deutschen Bank im Kapitalmarktgeschäft, wo sie über 16 Jahre lang verschiedene Managementpositionen in verschiedenen Märkten in Frankfurt, Dubai und London innehatte. Benkredda ist Mitglied der Börsensachverständigenkommission.